# Soldier Field
Il Soldier Field è uno stadio situato a Chicago, Illinois. Ospita le partite casalinghe dei Chicago Bears della NFL. Lo stadio è di proprietà del Chicago Park District, l'ente che gestisce i parchi pubblici e gli spazi verdi pubblici della città di Chicago.

## Storia
Il progetto originale dello stadio risale al 1919 da parte dello studio Holabird & Roche di Chicago e la costruzione avvenne tra il 1922 e il 1924.
L'impianto venne inaugurato il 9 ottobre 1924, anniversario del Grande incendio di Chicago del 1871, con il nome di Municipal Grant Park Stadium; l'11 novembre 1925 si decise di intitolarlo ai veterani di guerra e il 27 novembre 1926 l'impianto venne ribattezzato Soldier Field in memoria dei caduti di guerra americani della prima guerra mondiale.
Il progetto, con pianta a forma di U, era di stile neoclassico con due colonnati lungo le tribune est e ovest che sovrastavano le gradinate delle tribune richiamando il Partenone, con ciascun colonnato costituito da due file di 32 colonne di stile dorico. La zona aperta della U era a nord con le tribune laterali che si prolungavano ben oltre la endzone. Il terreno in erba naturale aveva intorno una pista in terra battuta.
Anche se è stato aperto nel 1924, l'impianto è stato completato nel 1939 con una capienza di 74280 spettatori, con i seggiolini inizialmente costruiti in fasciame di abete sbiancato. Per gli eventi speciali, potevano essere aggiunti altri posti a sedere nella pista in terra battuta, lungo le passeggiate in cima alle tribune e nella endzone nord portando la potenziale capienza oltre 100000 spettatori, sebbene anche questa cifra sia stata a volte superata in occasione di alcuni eventi.
Il 22 settembre 1927 nello stadio venne disputato l'incontro di pugilato passato alla storia come The Long Count Fight ("Incontro dal lungo conteggio") tra Jack Dempsey e Gene Tunney. Per Dempsey era la rivincita dell'incontro del settembre 1926 disputatosi a Filadelfia nel quale aveva perso il titolo di campione mondiale dei pesi massimi. Nell'incontro di rivincita che ha visto nuovamente Tunney vincere ai punti, Dempsey era riuscito a mandare al tappeto Tunney senza tuttavia andare rapidamente al suo angolo come prescriveva la nuova regola dando così a Tunney ben 5-6 secondi prima che partisse il conteggio, concedendo così a Tunney il tempo per rimettersi, pur faticosamente, in piedi e quindi poter proseguire l'incontro.
Nel 1929 la squadra del Campionato universitario di football americano NCAA dei Notre Dame Fighting ha usato l'impianto per le sue partite interne in attesa della realizzazione del proprio impianto.
Nel 1934 la gestione dello stadio passò a carico del Chicago Park District, ente creato in quell'anno per la cura dei parchi cittadini. Nel 1939 la parte aperta della U venne chiusa con la costruzione della sede del Chicago Park District.
Nel corso degli anni il Soldier Field è stato utilizzato come luogo per molti eventi sportivi e mostre. L'avvenimento che ha fatto verificare la maggiore affluenza di pubblico con la presenza di ben 260000 persone si è verificata l'8 settembre 1954, in occasione delle celebrazioni dell'Anno mariano organizzate dalla Diocesi di Chicago.
Nel 1959 l'impianto venne utilizzato dai Chicago Cardinals per le partite interne nella parte finale della stagione. Nello stesso anno lo stadio ha ospitato la ceromonia di apertura e di chiusura dei III Edizione dei Giochi panamericani, i primi svolti durante l'estate dell'emisfero boreale.
Nel 1971 lo stadio divenne l'impianto casalingo dei Chicago Bears che fino ad allora aveva giocato le proprie partite interne al Wrigley Field, impianto di proprietà dei Chicago Cubs che vi giocavano i loro incontri di Major League Baseball. Il trasferimento dei Bears al Soldiers Field, che vi giocarono la loro prima partita il 19 settembre 1971, fu in conseguenza della fusione AFL-NFL che imponeva alle squadre partecipanti al campionato impianti di almeno 50000 spettatori.

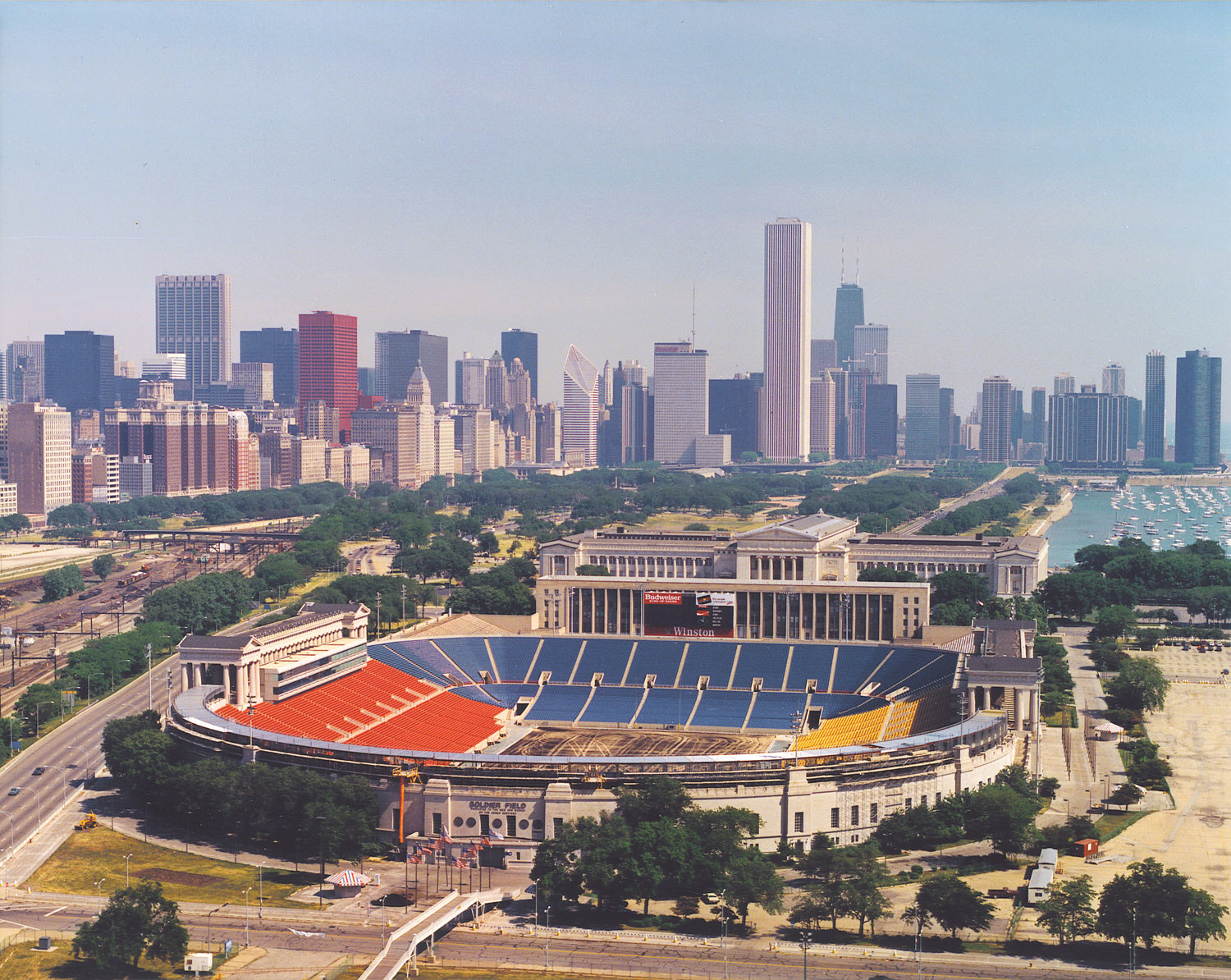
Lo stadio nel 1988

I Chicago Bears erato intenzionati a costruire il loro stadio ad Arlington Heights, ma nel 1978 i Chicago Bears e il Chicago Park District raggiunsero un accordo per un affitto ventennale dello stadio, assumendosi entrambe le parti i costi di ristrutturazione dell'impianto per migliorarne l'agibilità. Lo stadio perse la sua forma originale a U assumendo una forma ovale con la costruzione di una nuova tribuna a ridosso della endzone nord e la capienza ridotta a 55.701 posti. Successivamente vennero aggiunti eliminando la pista in terra battuta, permettendo agli spettatori di essere più vicini al terreno di gioco.
A partire dal 1978 i posti a sedere che erano costituiti da tavole di legno vennero sostituiti da sedili singoli con schienale e braccioli e le tribune vennero avvicinate al campo di gara. Nel 1982 vennero realizzati una nuova tribuna stampa e 60 nuovi skybox aumentando la capienza dell'impianto a 66030 spettatori. Nel 1988, sono stati aggiunti 56 skybox che hanno aumentato la capienza a 66946 spettatori. La capienza venne ancora leggermente aumentata a 66950 posti nel 1992 e nel 1994 la capacità è stata leggermente ridotta a 66944 posti. Lo stadio a cavallo degli anni settanta e ottanta ha ospitato anche gli incontri della squadra di calcio dei Chicago Sting, ultimi campioni della NASL, 15 anni più tardi, con la ricostruita Major League Soccer, le partite dei Chicago Fire.
Nel 1987 lo stadio venne dichiarato Sito nazionale di interesse storico.
Nel 1994 ospitò la cerimonia di apertura dei Mondiali di calcio Stati Uniti 1994, oltre al altri tre incontri del primo turno e un incontro valevole per gli ottavi di finale. Nel 1999 lo stadio ha ospitato quattro incontri della prima fase del Campionato mondiale femminile di calcio.

### Ricostruzione
Nel 2001 il Chicago Park District, proprietario dello stadio, annunciò la decisione di ristrutturare profondamente lo stadio, decisione che venne criticata dal Chicago Tribune; i proprietari dello stadio risposero alle critiche argomentando che la ristrutturazione era necessaria. Nel 2002 lo stadio venne demolito (in sostituzione la squadra giocò per un anno al Memorial Stadium) per essere poi ricostruito completamente in soli 13 mesi ed essere inaugurato il 29 settembre 2003 con una partita tra i Bears e i Green Bay Packers. Gli unici elementi sopravvissuti alla demolizione del vecchio impianto furono l'ingresso della tribuna sud e le colonne doriche che però risultarono ricoperte dalle tribune del nuovo stadio

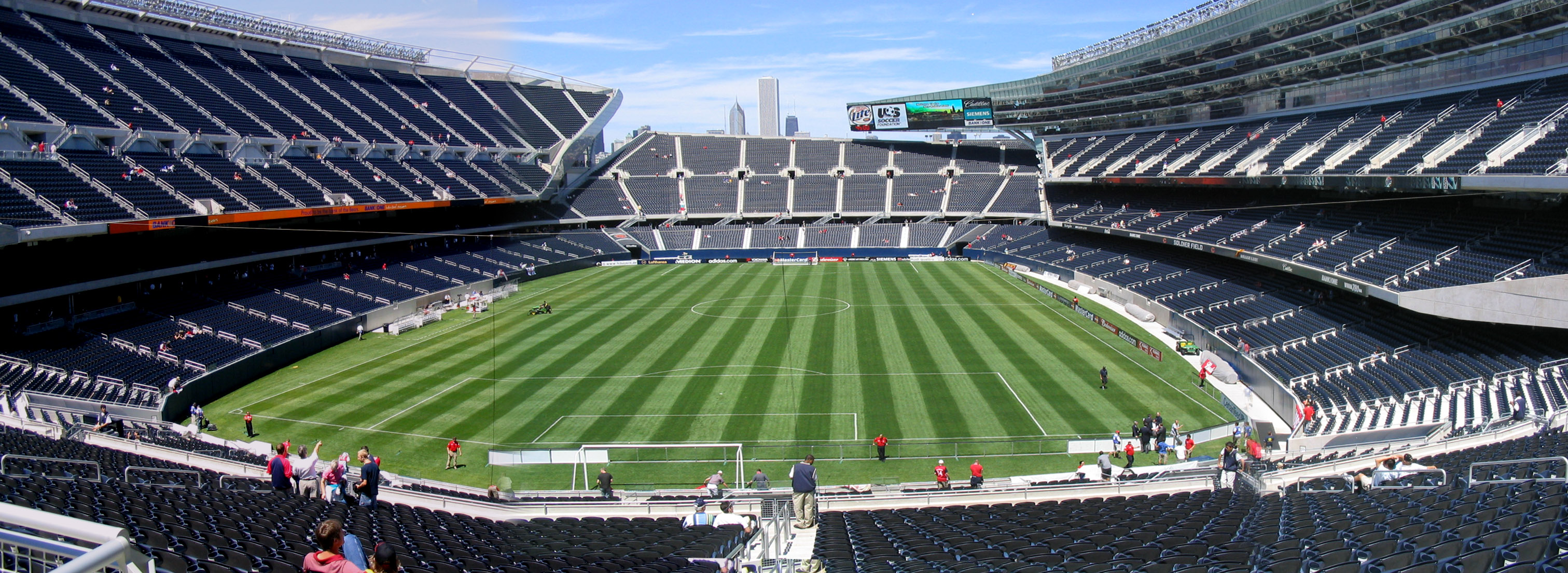
Lo stadio dopo la ricostruzione

Al termine della ricostruzione le reazioni furono differenti: il New York Times lo classificò come uno dei 5 migliori edifici costruiti nel 2003, e il 2 ottobre 2004 il Soldier Field ha ricevuto un premio per l'eccellenza del design dall'American Institute of Architects, mentre Stanley Tigerman, famoso architetto di Chicago lo definì un "fiasco" e Blair Kamin, critico di architettura del Chicago Tribune, lo definì "La mostruosità in riva al lago".
In seguito alla ristrutturazione, il 24 settembre 2004 il comitato consultivo federale decise all'unanimità di togliere lo stadio dalla lista dei Siti nazionali di interesse storico e il 17 febbraio 2006 il Soldier Field perse ufficialmente la designazione di Sito nazionale di interesse storico.
Nel marzo 2014 i Chicago Blackhawks, campioni in carica della NHL, hanno affrontato al Soldiers Field i Pittsburgh Penguins superandoli con il punteggio di 5-1 davanti a 62291 spettatori in un incontro per le NHL Stadium Series 2014, evento a cadenza annuale organizzato dalla National Hockey League, nel quale alcune partite valide per la stagione regolare del campionato di hockey su ghiaccio vengono disputate all'aperto.
Nel novembre 2014 lo stadio ha ospitato gli All Blacks, la squadra della nazionale di rugby della Nuova Zelanda che ha affrontato la nazionale degli Stati Uniti battendola con il punteggio di 74-6 davanti a 61500 spettatori.
Lo stadio ha ospitato, tra il 2007 e il 2015, alcuni incontri di cinque edizioni della CONCACAF Gold Cup, tra cui le due semifinali e la finale dell'edizione 2007, le due semifinali dell'edizione 2009 e la finale dell'edizione 2013 e nel 2016 alcuni incontri della Copa América Centenario tra cui una delle semifinali.

## Calcio

### Campionato mondiale di calcio 1994
| Data           | Ora (UTC-6) | Squadra #1 | Risultato | Squadra #2 | Fase del torneo              | Spettatori |
| -------------- | ----------- | ---------- | --------- | ---------- | ---------------------------- | ---------- |
| 17 giugno 1994 | 14:00       | Germania   | 1–0       | Bolivia    | Group C/Incontro di apertura | 63117      |
| 21 giugno 1994 | 15:00       | Germania   | 1–1       | Spagna     | Group C                      | 63,113     |
| 26 giugno 1994 | 11:30       | Grecia     | 0–4       | Bulgaria   | Group D                      | 63,160     |
| 27 giugno 1994 | 15:00       | Bolivia    | 1–3       | Spagna     | Group C                      | 63,089     |
| 2 luglio 1994  | 11:00       | Germania   | 3–2       | Belgio     | Ottavi di finale             | 60,246     |

### Campionato mondiale femminile di calcio 1999
| Data           | Ora (UTC-6) | Squadra #1  | Risultato | Squadra #2 | Fase del torneo | Spettatori |
| -------------- | ----------- | ----------- | --------- | ---------- | --------------- | ---------- |
| 24 giugno 1999 | 17.00       | Brasile     | 2–0       | Italia     | Gruppo B        | 65080      |
| 24 giugno 1999 | 19.00       | Stati Uniti | 7–1       | Nigeria    | Gruppo A        | 65080      |
| 26 giugno 1999 | 16.00       | Ghana       | 0–2       | Svezia     | Gruppo D        | 34256      |
| 26 giugno 1999 | 18.30       | Norvegia    | 4-0       | Giappone   | Gruppo C        | 34256      |

### CONCACAF Gold Cup

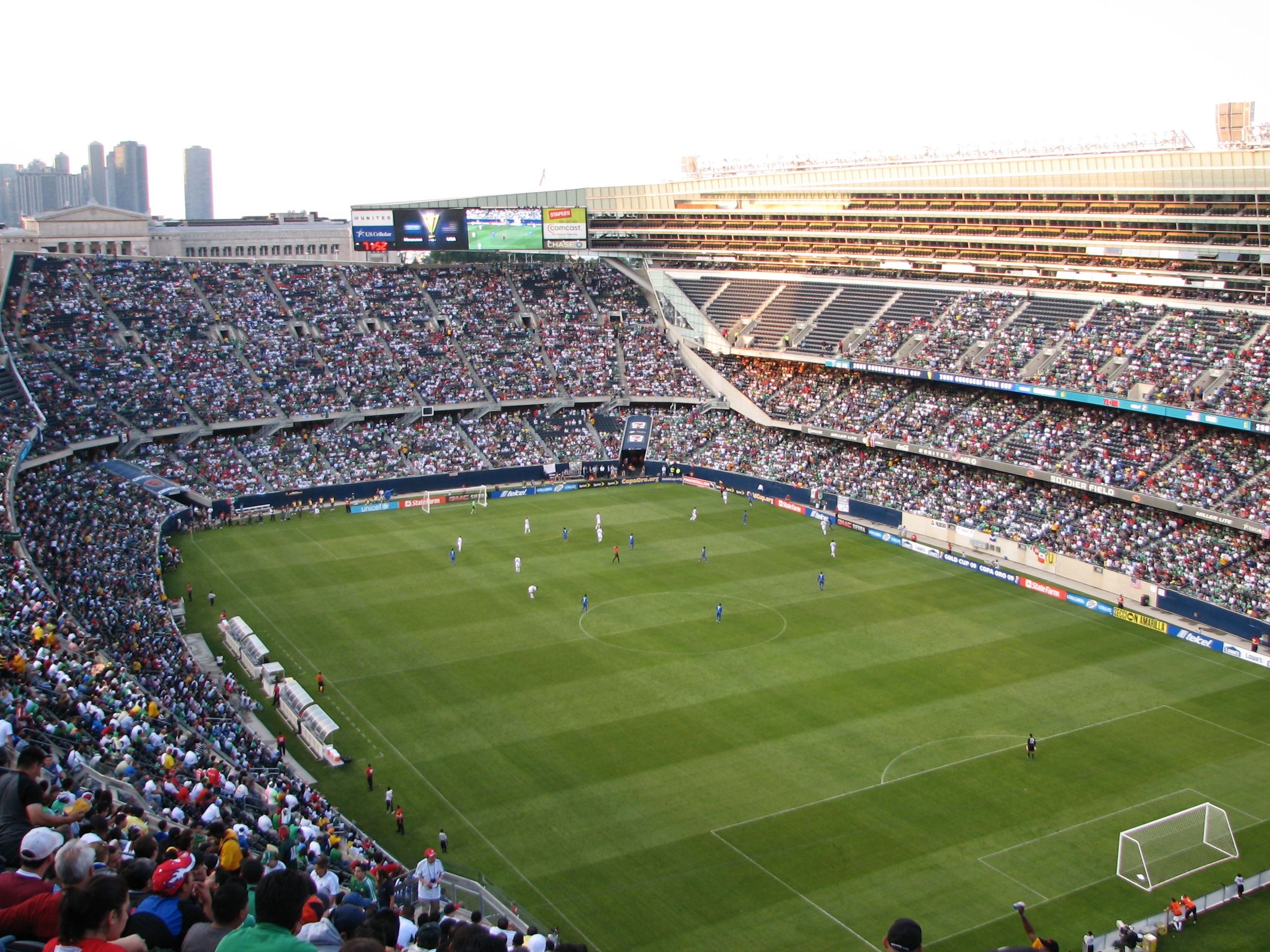
Semifinale USA-Honduras Gold Cup 2009

CONCACAF Gold Cup 2007
| Data           | Squadra #1  | Risultato | Squadra #2  | Fase del torneo | Spettatori |
| -------------- | ----------- | --------- | ----------- | --------------- | ---------- |
| 21 giugno 2007 | Canada      | 1–2       | Stati Uniti | Semifinali      | 50760      |
| 21 giugno 2007 | Messico     | 1–0       | Guadalupa   | Semifinali      | 50760      |
| 24 giugno 2007 | Stati Uniti | 2–1       | Messico     | Finale          | 60000      |

CONCACAF Gold Cup 2009
| Data           | Squadra #1 | Risultato       | Squadra #2  | Fase del torneo | Spettatori |
| -------------- | ---------- | --------------- | ----------- | --------------- | ---------- |
| 23 luglio 2009 | Honduras   | 1–2             | Stati Uniti | Semifinali      | 55173      |
| 23 luglio 2009 | Costa Rica | 1–1 (3-5 d.c.r) | Messico     | Semifinali      | 55173      |

CONCACAF Gold Cup 2011
| Data           | Squadra #1  | Risultato | Squadra #2 | Fase del torneo | Spettatori |
| -------------- | ----------- | --------- | ---------- | --------------- | ---------- |
| 12 giugno 2011 | El Salvador | 6–1       | Cuba       | Gruppo A        | 62000      |
| 12 giugno 2011 | Messico     | 4–1       | Costa Rica | Gruppo A        | 62000      |

CONCACAF Gold Cup 2013
| Data           | Squadra #1  | Risultato | Squadra #2 | Fase del torneo | Spettatori |
| -------------- | ----------- | --------- | ---------- | --------------- | ---------- |
| 28 luglio 2013 | Stati Uniti | 1–0       | Panama     | Finale          | 57920      |

CONCACAF Gold Cup 2015
| Data          | Squadra #1        | Risultato | Squadra #2 | Fase del torneo | Spettatori |
| ------------- | ----------------- | --------- | ---------- | --------------- | ---------- |
| 9 luglio 2015 | Trinidad e Tobago | 3–1       | Guatemala  | Gruppo C        | 54126      |
| 9 luglio 2015 | Messico           | 6–0       | Cuba       | Gruppo C        | 54126      |

CONCACAF Gold Cup 2019
| Data          | Squadra #1 | Risultato | Squadra #2  | Fase del torneo | Spettatori |
| ------------- | ---------- | --------- | ----------- | --------------- | ---------- |
| 8 luglio 2019 | Messico    | -         | Stati Uniti | Finale          |            |

### Copa América Centenario
| Data           | Ora (UTC-6) | Squadra #1  | Risultato | Squadra #2 | Fase del torneo | Spettatori |
| -------------- | ----------- | ----------- | --------- | ---------- | --------------- | ---------- |
| 5 giugno 2016  | 16:00       | Giamaica    | 0 - 1     | Venezuela  | Gruppo C        | 25 560     |
| 7 giugno 2016  | 19:00       | Stati Uniti | 4 - 0     | Costa Rica | Gruppo A        | 39 642     |
| 10 giugno 2016 | 20:30       | Argentina   | 5 - 0     | Panama     | Gruppo D        | 53 885     |
| 22 giugno 2016 | 19:00       | Colombia    | 0 - 2     | Cile       | Semifinale      | 55 423     |

## Galleria d'immagini

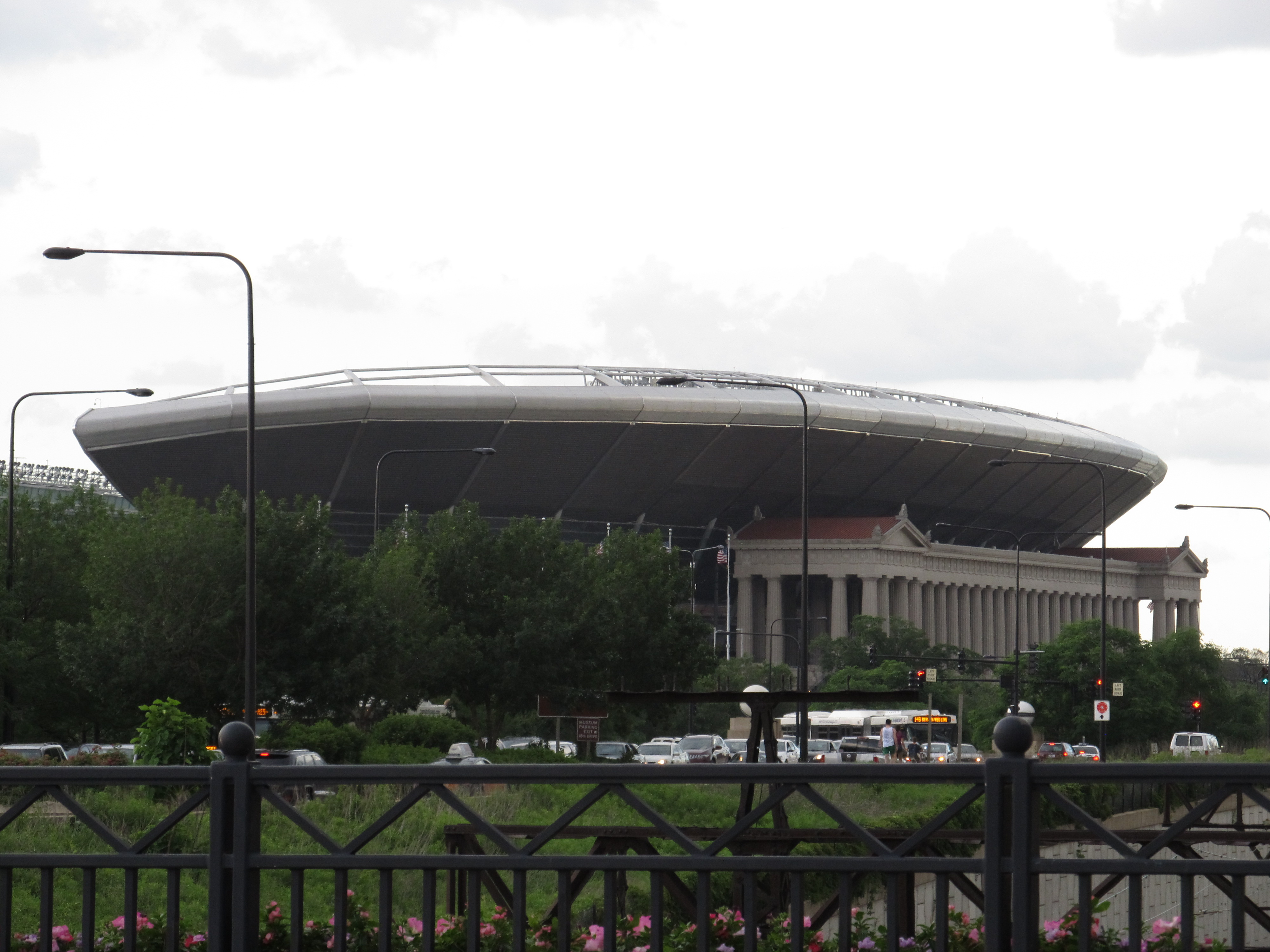
Le gradinate della tribuna est dello stadio che sovrastano il colonnato
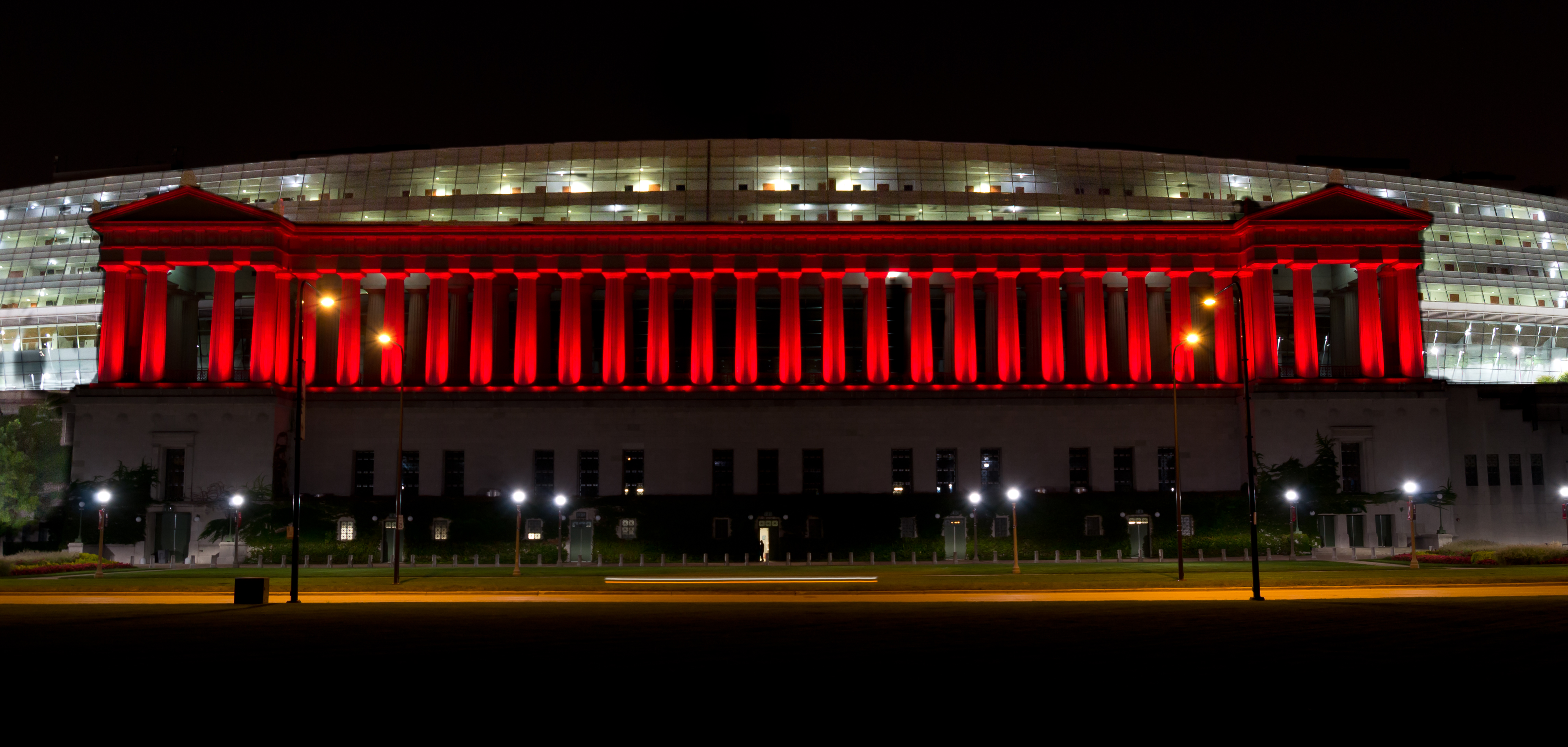
L'esterno della tribuna est
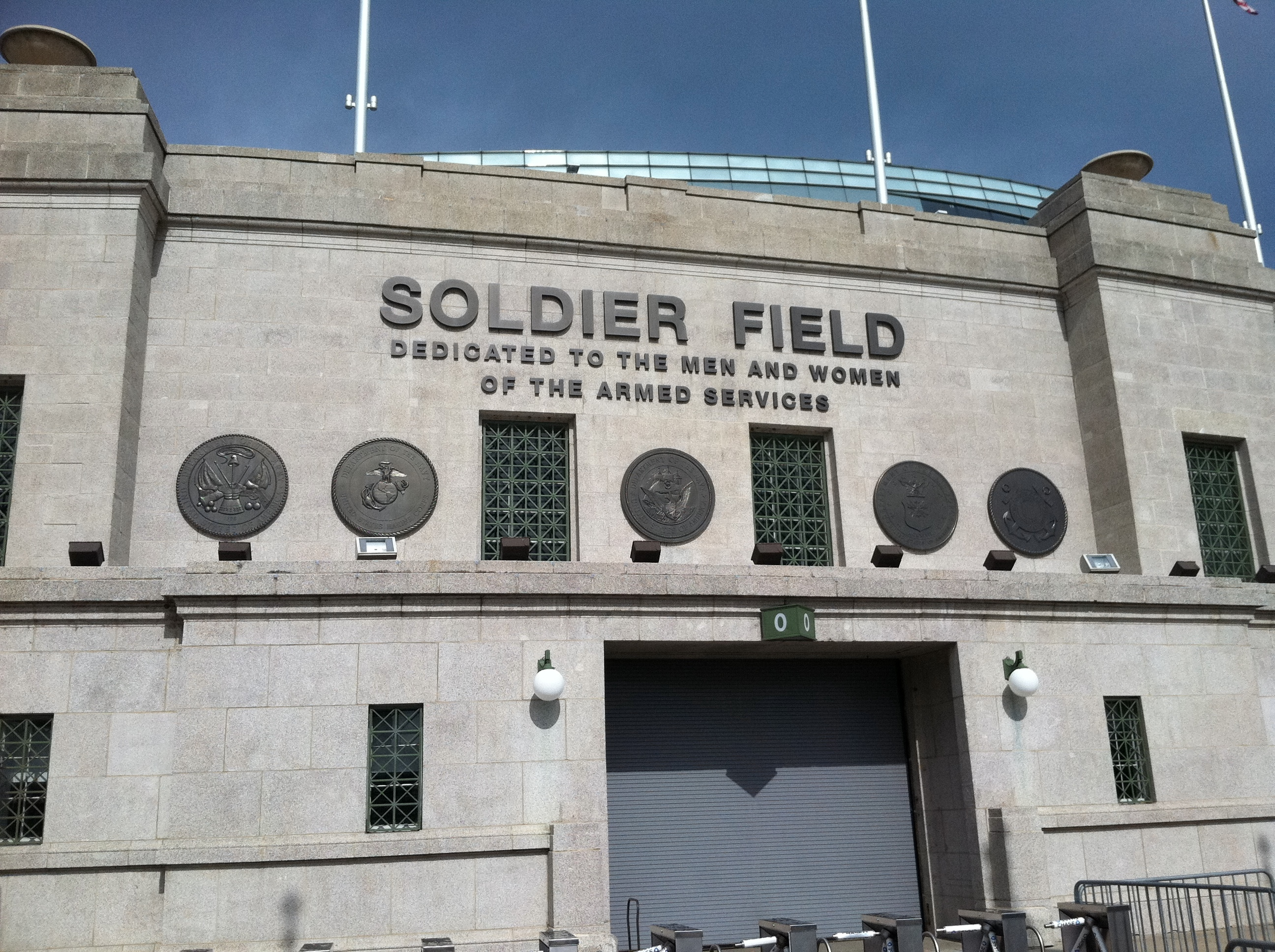
L'ingresso della tribuna sud